# Стара (Мядельський район)
Стара (біл. вёска Сцярая) — село в складі Мядельського району Мінської області, Білорусь. Село підпорядковане Свірській сільській раді, розташоване в північній частині області.